# Maxus D90
La Maxus D90  è un'autovettura prodotta dalla Shanghai Automotive Industry Corporation (SAIC) con marchio Maxus dall'ottobre 2017.

## Profilo e contesto
La Maxus D90 è stato presentato in anteprima sotto forma di concept car durante il salone di Pechino 2016. La versione di serie della D90 ha debuttato al salone di Guangzhou nello stesso anno.
La D90 è basata sullo stesso telaio del pick-up T60, seguendo lo schema meccanico a motore anteriore longitudinale e trazione posteriore, con la disponibilità di avere la trazione integrale.
La D90 monta un motore a benzina turbocompresso TGI 20L4E da 2,0 litri a quattro cilindri da 220 CV e 258 Nm di coppia, abbinato a un cambio manuale o un tiptronic a 6 marce. È disponibile in configurazioni a 5 e 7 posti.